# 鲁之俊
鲁之俊（1911年—1999年），男，江西黎川人，中国针灸学家，曾任中华医学会副会长，第三届全国人大代表。